# حيمرون مخفي السداة
حيمرون مخفي السداة (الاسم العلمي:Erythrochiton gymnanthus) هو نوع من النباتات يتبع جنس الحيمرون من الفصيلة السذابية.